# Pseudacris
Pseudacris – rodzaj płazów bezogonowych z podrodziny Hylinae w obrębie rodziny rzekotkowatych (Hylidae).

## Zasięg występowania
Rodzaj obejmuje gatunki występujące w Ameryce Północnej – na wschód od Wielkiej Kotliny od Zatoki Hudsona po Zatokę Meksykańską, także od południowej Alaski w USA do południowej Kalifornii Dolnej w Meksyku i na wschód do zachodniego Teksasu w USA.

## Systematyka

### Etymologia
- Pseudacris: gr. ψευδος pseudos „fałszywy”; rodzaj Acris Duméril & Bibron, 1841[2].
- Chorophilus: gr. χλωρος khlōros „zielony”; φιλος philos „miłośnik”[3]. Gatunek typowy: Rana nigrita LeConte, 1825.
- Helocaetes (Heloecetes): gr. ἑλος helos „bagno, moczary”; οικητης oikētēs „mieszkaniec”, od οικεω oikeō „zamieszkiwać”[3]. Gatunek typowy: Hyla triseriata Wied-Neuwied, 1839.
- Limnaoedus: gr. λιμνη limnē „bagno”; αοιδος aoidos lub ωδος ōdos „śpiewak”, od αειδω aeidō „śpiewać”[5]. Gatunek typowy: Hylodes ocularis Holbrook, 1838.
- Parapseudacris: gr. παρα para „blisko”; rodzaj Pseudacris Fitzinger, 1843[6]. Gatunek typowy: Hyla crucifer Wied-Neuwied, 1839.
- Hyliola: rodzaj Hyla Laurenti, 1768; łac. przyrostek zdrabniający -ola[7]. Gatunek typowy: Hyla regilla Baird & Girard, 1852.
- Pycnacris: gr. πυκνος puknos „gruby”; rodzaj Acris Duméril & Bibron, 1841[8]. Gatunek typowy: Rana ornata Holbrook, 1836.

### Podział systematyczny
Do rodzaju należą następujące gatunki:
- Pseudacris brachyphona (Cope, 1889)
- Pseudacris brimleyi Brandt & Walker, 1933
- Pseudacris cadaverina (Cope, 1866)
- Pseudacris clarkii (Baird, 1854)
- Pseudacris collinsorum Ospina, Tieu, Apodaca & Lemmon, 2020
- Pseudacris crucifer (Wied-Neuwied, 1838) – rzekotka krzyżowa[10]
- Pseudacris feriarum (Baird, 1854)
- Pseudacris fouquettei Lemmon, Lemmon, Collins & Cannatella, 2008
- Pseudacris illinoensis Smith, 1951
- Pseudacris kalmi Harper, 1955
- Pseudacris maculata (Agassiz, 1850)
- Pseudacris nigrita (LeConte, 1825)
- Pseudacris ocularis (Holbrook, 1838) – rzekotka trawna[10]
- Pseudacris ornata (Holbrook, 1836) – chórzystka ozdobna[11]
- Pseudacris regilla  (Baird & Girard, 1852) – rzekotka królewska[10]
- Pseudacris streckeri Wright & Wright, 1933
- Pseudacris triseriata (Wied-Neuwied, 1838) – chórzystka trójpasiasta[12]